# Las Ranas (Michoacán)
La comunidad de Las Ranas está localizada al norte de Puruándiro, municipio del estado de Michoacán, cuya cabecera municipal es la ciudad de Puruándiro (México). Queda como unos 12 km de retirado. Está cerca de la frontera hacia el estado de Guanajuato.
Festividades: cada 16 de diciembre se celebra la fiesta del Pueblo, honrando a la Virgen de la Purísima Concepción. Haciendo una gran fiesta, y "Jaripeo" , el siguiente día el 17 de diciembre.
Ramos es el apellido más común  en Las Ranas hay diversas familias con ese apellido, el estudio Genealógico más extenso sobre las familias de esta comunidad se extiende a 9 generaciones desde 1788 a la fecha, dicho documento se encuentra en la ciudad de Irapuato, Gto. ahí se integra a Irineo Ramos quien oriundo de España, sería uno de los primeros pobladores de la comunidad en llevar dicho apellido dando así una de las familias más prolíficas de la Región junto a otras como "Alcántara", "Ávila", "Espinoza" y "Razo". Mucha de la gente de esta comunidad se ha mudado para los Estados Unidos. Estas personas que emigran para los Estados Unidos viven en Arizona, California, Iowa, Nebraska y Pennsylvania entre otros. 
Esta comunidad es muy conocida por todos los ranchos de alrededor.